# Joseph Le Callennec
Pour les articles homonymes, voir Le Callennec.
Joseph Le Callennec, né à Lambézellec le 19 mai 1905 et mort à Lille le 23 juillet 1988, est un graphiste et publicitaire français, qui a dessiné le jeu de 1000 bornes.

## Biographie
Joseph Le Callennec est né à Lambézellec le 19 mai 1905. Il n'a pas fait d'études d'art, il est à l'origine ouvrier typographe. Il crée pour l'éditeur Edmond Dujardin des guides techniques de conduite avant de dessiner le jeu de 1000 bornes,,,,, sans être titulaire du permis de conduire.
En plus du célèbre 1000 bornes, l'un des jeux les plus vendus dans le monde, il dessine également les logos de Béghin-Say (fabricant de sucre) et de La Pie qui Chante (fabricant de bonbons), des étiquettes de bouteilles de vin, et bien des affiches dont celles du Vieux tonneau, de la margarine Céma.
Il meurt à Lille le 23 juillet 1988.
En 2023, la Biennale du design graphique de Chaumont lui consacre une exposition,,,,.